# Điện Biên
Điện Biên là tỉnh miền núi thuộc vùng Tây Bắc Bộ của Việt Nam. Theo dữ liệu Sáp nhập tỉnh, thành Việt Nam 2025, 	Điện Biên	có diện tích: 	9.540	km²,	xếp thứ	14; dân số:	673.091	người,	xếp thứ	32; GRDP 2024: 	31.663.387	triệu VNĐ, xếp thứ	32; thu ngân sách 2024:	1.574.989	triệu VNĐ, xếp thứ	34; thu nhập bình quân:	28,20	triệu VNĐ/năm, 	xếp thứ	34.

## Tên gọi
Tên gọi Điện Biên là phiên âm Hán Việt của "奠邊", do vua Thiệu Trị đặt năm 1841 từ châu Ninh Biên. "Điện" nghĩa là vững chãi, "Biên" nghĩa là vùng biên giới, biên ải, "Điện Biên" tức là miền biên cương vững chãi. Phủ Điện Biên (tức Điện Biên Phủ) thời Thiệu Trị gồm 3 châu: Ninh Biên (do phủ kiêm lý, tức là tri phủ kiêm quản lý châu), Tuần Giáo và Lai Châu. Tên gọi Điện Biên hay Điện Biên Phủ xuất hiện từ đó.

## Địa lý
Tỉnh Điện Biên nằm ở rìa phía Tây khu vực Tây Bắc Việt Nam. Tỉnh có tọa độ địa lý từ 20°54' đến 22°33' vĩ độ Bắc và từ 102°10' đến 103°36' kinh độ Đông. Tỉnh nằm cách thủ đô Hà Nội 504 km về phía Tây, có vị trí địa lý:
- Phía đông và giáp tỉnh Sơn La
- Phía tây giáp tỉnh Phôngsali, Lào
- Phía nam giáp tỉnh Luang Prabang, Lào
- Phía bắc giáp tỉnh Lai Châu và tỉnh Vân Nam, Trung Quốc.

Điện Biên là tỉnh duy nhất có chung đường biên giới với 2 quốc gia Lào và Trung Quốc dài hơn 400 km với đường biên giới tiếp giáp với Lào là 360 km và đường biên giới tiếp giáp với Trung Quốc là 40,86 km.

#### Các điểm cực
- Điểm cực Bắc tại xã Sen Thượng, huyện Mường Nhé.
- Điểm cực Tây tại bản A Pa Chải, xã Sín Thầu, huyện Mường Nhé.
- Điểm cực Đông tại xã Ta Ma, huyện Tuần Giáo.
- Điểm cực Nam tại xã Mường Lói, huyện Điện Biên.

### Địa hình
Điện Biên có địa hình phức tạp, chủ yếu là đồi núi dốc, hiểm trở và chia cắt mạnh, được cấu tạo bởi những dãy núi chạy dài theo hướng Tây Bắc - Đông Nam với độ cao biến đổi từ 200 m đến hơn 1.800 m. Địa hình thấp dần từ Bắc xuống Nam và nghiêng dần từ Tây sang Đông. Ở phía Bắc có các điểm cao 1.085 m, 1.162 m và 1.856 m (thuộc huyện Mường Nhé), cao nhất là đỉnh Pu Đen Đinh (1.886 m). Ở phía Tây có các điểm cao 1.127 m, 1.649 m, 1.860 m và dãy điểm cao Mường Phăng kéo xuống Tuần Giáo. Xen lẫn với các dãy núi cao là những thung lũng, sông suối nhỏ hẹp và dốc phân bổ khắp nơi trong cả tỉnh. Trong đó, cánh đồng Mường Thanh được tạo thành từ thung lũng Mường Thanh rộng hơn 150 km², là cánh đồng lớn và nổi tiếng nhất của tỉnh Điện Biên và cả khu vực Tây Bắc.

### Địa chất
Điện Biên có lịch sử phát triển địa chất lâu dài và cấu trúc kiến tạo phức tạp. Sau pha ổn định về địa chất kiến tạo tương đối vào thế Pliocen và kỷ Đệ Tứ, địa hình núi phân cách được thiết lập. Do nâng cao các dòng chảy diễn ra quá trình đào xẻ lòng làm cho các thung lũng sông ngày càng sâu với các sườn dốc từ 300–400 m và các vách dốc đứng, nhiều thác ghềnh.

#### Thổ nhưỡng
Đất đai ở Điện Biên phần lớn thuộc nhóm đất đỏ vàng (629.806,26 ha), nhóm đất đen, cùng với một diện tích lớn đất phù sa (12.622,13 ha) nằm tại vùng thung lũng Mường Thanh,

#### Các đứt gãy
Điện Biên là nơi giao nhau của một số đứt gãy sâu phân đới: Đứt gãy sông Đà, đứt gãy sông Mã, đứt gãy Điện Biên – Lai Châu và đứt gãy Sơn La. Trong đó đứt gãy Lai Châu – Điện Biên hoạt động tách giãn mạnh, tạo ra sụt lún dạng địa hào và nâng mạnh ở hai bờ đông tây, mật độ dập vỡ vỏ Trái Đất cũng tăng cực đại. Những yếu tố trên đã tạo ra các khu vực trượt lở và lũ bùn đá điển hình, là nguyên nhân gây ra các hiện tượng như lũ lụt, động đất. Các đứt gãy này đóng vai trò quan trọng trong việc hình thành và phân bố khoáng sản ở Điện Biên.

#### Khoáng sản
Điện Biên có nguồn tài nguyên khoáng sản đa dạng, gồm các loại chính như: nước khoáng, than mỡ, đá vôi, đá đen, đá granit, sắt, chì, kẽm, nhôm, đồng, thủy ngân, v.v.. Trong đó, trữ lượng về than, vật liệu sản xuất (xi măng) và nguồn nước khoáng có thể được khai thác với quy mô lớn; còn lại là trữ lượng thấp và nằm rải rác trong tỉnh. Hiện nay có khoảng 83 mỏ, điểm mỏ khoáng sản và biểu hiện khoáng sản ở Điện Biên. Nguồn than mỡ thường phân bố ở khu vực huyện Điện Biên và Điện Biên Đông; khoáng sản thuộc các nhóm vật liệu xây dựng thông thường, chì và kẽm ở huyện Tuần Giáo, Tủa Chùa; sắt, đồng, antimon ở huyện Mường Chà; vàng ở huyện Điện Biên Đông, đá vôi ở huyện Điện Biên.

### Khí hậu
Điện Biên có khí hậu nhiệt đới gió mùa núi cao, mùa đông tương đối lạnh và ít mưa nhưng kết thúc khá sớm và không có hiện tượng thời tiết mưa phùn và nồm ẩm như các tỉnh, thành ở phía đông dãy Hoàng Liên Sơn; mùa hạ nóng, mưa nhiều với các đặc tính diễn biến thất thường; chịu ảnh hưởng của gió tây khô và nóng. Nét đặc trưng khí hậu ở tỉnh là sự phân hóa đa dạng theo dạng địa hình và theo mùa. Điện Biên cũng là tỉnh có biên độ nhiệt trung bình ngày và đêm cao nhất cả nước.
Nhiệt độ trung bình hàng năm từ 21 °C đến 23 °C, nhiệt độ trung bình thấp nhất thường vào tháng 12 đến tháng 2 năm sau (từ 14 °C đến 18 °C). Các tháng có nhiệt độ trung bình cao nhất từ tháng 4 đến tháng 9 (25 °C) chỉ xảy ra các khu vực có độ cao thấp hơn 500 m. Nhiệt độ trung bình năm có xu hướng tăng dần qua các thập niên. Lượng mưa hàng năm trung bình từ 1350 mm đến 2200 mm phân bố không đều giữa các địa phương và bị giảm sút mạnh về tổng lượng mưa hàng năm từ những thập niên 70 - 80 trở lại đây, thường tập trung theo mùa bắt đầu từ tháng 5 và kết thúc vào tháng 9 sớm hơn các tỉnh có vĩ độ thấp, mùa khô kéo dài từ tháng 10 đến tháng 4 năm sau. Độ ẩm trung bình hàng năm từ 77 đến 90%. Điện Biên có nhiều nắng, khoảng từ 1850 đến 2150 giờ/năm và từ 115 đến 215 giờ/tháng. Các tháng có giờ nắng thấp là tháng 6 và tháng 7; các tháng có giờ nắng cao thường là các tháng 3, 4, 8 và tháng 9.
Chế độ nhiệt ở Điện Biên phản ánh rõ nét mối quan hệ giữa hoàn lưu khí quyển và điều kiện địa hình. Do vị trí nằm khuất sau dãy núi Hoàng Liên Sơn nên không khí lạnh của khối khí lạnh di chuyển đến đây phải đi theo thung lũng sông Đà ngược lên, trên đường di chuyển khối khí này bớt lạnh đi, vì vậy chế độ nhiệt mùa đông của Điện Biên ấm và khô hơn so với Đông Bắc. Tuy nhiên do địa hình tương đối kín nên mỗi khi có đợt lạnh tràn về với cường độ mạnh thì không khí lạnh được giữ lại khá lâu, tạo nên đợt lạnh kéo dài nhiều ngày.
Nhiệt độ thấp kỷ lục ở Điện Biên là -4.2 °C vào 6 giờ sáng ngày 25 tháng 1 năm 2016 (trạm Pha Đin)
| Tháng                                            | 1           | 2           | 3           | 4            | 5            | 6            | 7           | 8           | 9           | 10          | 11          | 12          | Năm          |
| ------------------------------------------------ | ----------- | ----------- | ----------- | ------------ | ------------ | ------------ | ----------- | ----------- | ----------- | ----------- | ----------- | ----------- | ------------ |
| Cao kỉ lục °C (°F)                               | 32.4 (90.3) | 33.9 (93.0) | 36.1 (97.0) | 38.5 (101.3) | 38.6 (101.5) | 37.9 (100.2) | 36.0 (96.8) | 35.2 (95.4) | 35.0 (95.0) | 35.5 (95.9) | 32.4 (90.3) | 31.2 (88.2) | 38.6 (101.5) |
| Trung bình ngày tối đa °C (°F)                   | 23.7 (74.7) | 25.9 (78.6) | 29.1 (84.4) | 30.9 (87.6)  | 31.6 (88.9)  | 31.0 (87.8)  | 30.3 (86.5) | 30.2 (86.4) | 30.2 (86.4) | 28.9 (84.0) | 26.3 (79.3) | 23.6 (74.5) | 28.5 (83.3)  |
| Trung bình ngày °C (°F)                          | 16.3 (61.3) | 18.0 (64.4) | 20.9 (69.6) | 23.7 (74.7)  | 25.5 (77.9)  | 26.0 (78.8)  | 25.8 (78.4) | 25.5 (77.9) | 24.7 (76.5) | 22.6 (72.7) | 19.4 (66.9) | 16.2 (61.2) | 22.0 (71.6)  |
| Tối thiểu trung bình ngày °C (°F)                | 12.1 (53.8) | 13.1 (55.6) | 15.5 (59.9) | 19.0 (66.2)  | 21.6 (70.9)  | 23.2 (73.8)  | 23.2 (73.8) | 22.8 (73.0) | 21.6 (70.9) | 19.1 (66.4) | 15.4 (59.7) | 12.0 (53.6) | 18.2 (64.8)  |
| Thấp kỉ lục °C (°F)                              | −1.3 (29.7) | 4.8 (40.6)  | 5.3 (41.5)  | 11.4 (52.5)  | 14.8 (58.6)  | 17.4 (63.3)  | 18.7 (65.7) | 10.7 (51.3) | 15.0 (59.0) | 7.7 (45.9)  | 4.0 (39.2)  | 0.4 (32.7)  | −1.3 (29.7)  |
| Lượng Giáng thủy trung bình mm (inches)          | 21 (0.8)    | 31 (1.2)    | 55 (2.2)    | 111 (4.4)    | 187 (7.4)    | 274 (10.8)   | 310 (12.2)  | 313 (12.3)  | 151 (5.9)   | 65 (2.6)    | 31 (1.2)    | 21 (0.8)    | 1.568 (61.7) |
| Số ngày giáng thủy trung bình                    | 4.8         | 4.0         | 5.8         | 12.4         | 17.1         | 20.3         | 22.4        | 21.3        | 13.4        | 8.7         | 5.5         | 3.7         | 139.3        |
| Độ ẩm tương đối trung bình (%)                   | 82.7        | 79.7        | 79.2        | 81.0         | 81.9         | 84.6         | 86.3        | 87.4        | 86.4        | 84.9        | 83.5        | 83.4        | 83.4         |
| Số giờ nắng trung bình tháng                     | 163         | 175         | 205         | 206          | 203          | 142          | 131         | 146         | 172         | 173         | 158         | 161         | 2.034        |
| Nguồn: Viện Khoa học Công nghệ Xây dựng Việt Nam |             |             |             |              |              |              |             |             |             |             |             |             |              |

### Thủy văn
Diện tích lưu vực các hệ thống sông ở Điện Biên so với diện tích tự nhiên toàn tỉnh
Nguồn nước ở Điện Biên rất phong phú với ba hệ thống sông lớn đi qua, bao gồm hệ thống sông Hồng (sông Đà), sông Mã và sông Mê Công. Sông ngòi trong tỉnh thường có độ dốc lớn, nhiều thác ghềnh – đặc biệt là các sông thuộc hệ thống sông Đà và sông Nậm Rốm – nên có tiềm năng phát triển thủy điện. Chất lượng nước tương đối cao, ít bị ô nhiễm.
Sông Đà ở Điện Biên có năm phụ lưu chính là Nậm Ma (dòng chính dài 63 km), Nậm Bum (dòng chính dài 36 km), Nậm Pồ (dòng chính dài 103 km), Nậm Mức (dòng chính dài 86 km) và Nậm Muôi (dòng chính dài 50 km). Tổng diện tích các lưu vực khoảng 5300 km², chiếm 55% diện tích tự nhiên của tỉnh. Sông Đà chảy qua huyện Mường Nhé, Mường Chà, Tủa Chùa, Tuần Giáo và thị xã Mường Lay.
Đối với sông Mã thì có hai phụ lưu chính là sông Nậm Húa (dòng chính dài 62,5 km) và suối Lư (dòng chính dài 39 km). Tổng diện tích các lưu vực 2550 km² và là hệ thống sông lớn thứ hai của tỉnh.
Trong khi đó, hệ thống sông Mê Kông có diện tích lưu vực ít hơn là 1650 km² với hai nhánh chính là sông Nậm Rốm và Nậm Núa. Sông Nậm Rốm bắt nguồn từ huyện Điện Biên qua thành phố Điện Biên Phủ đến Pa Thơm (huyện Điện Biên) rồi chảy sang Lào. Sông Nậm Núa bắt nguồn từ Mường Nhà chảy theo hướng từ nam sang bắc, sau đó chuyển sang hướng từ đông sang tây và gặp sông Nậm Rốm ở Điện Biên Phủ rồi chảy sang Lào.
Toàn tỉnh có hơn 10 hồ và hơn 1000 sông, suối lớn nhỏ phân bố tương đối đồng đều, đáng chú ý là hồ Pá Khoang, suối khoáng nóng Hua Pe và suối khoáng nóng Uva. Nguồn nước ngầm của tỉnh được tập trung chủ yếu ở các thung lũng lớn như huyện Điện Biên, Tuần Giáo, Tủa Chùa. Dù có trữ lượng nước ngầm khá lớn nhưng hiện nay mới chỉ thực hiện một số mũi khoan thử nghiệm, chưa đi vào khai thác.

## Hành chính
Tỉnh Điện Biên có 45 đơn vị hành chính cấp xã, bao gồm 3 phường và 42 xã.
| Tên           | Diện tích (km²) | Dân số (người) |
| ------------- | --------------- | -------------- |
| Phường (03)   |                 |                |
| Điện Biên Phủ | 56,75           | 49.205         |
| Mường Lay     | 222,65          | 18.208         |
| Mường Thanh   | 27,56           | 25.517         |
| Xã (42)       |                 |                |
| Búng Lao      | 145,85          | 19.657         |
| Chà Tở        | 227,92          | 5.208          |
| Chiềng Sinh   | 218,01          | 15.371         |
| Mường Ảng     | 85,94           | 17.604         |
| Mường Chà     | 462,28          | 13.884         |
| Mường Lạn     | 136,01          | 13.497         |
| Mường Luân    | 186,22          | 16.012         |

| Tên         | Diện tích (km²) | Dân số (người) |
| ----------- | --------------- | -------------- |
| Mường Mùn   | 252,84          | 14.374         |
| Mường Nhà   | 463,00          | 9.653          |
| Mường Nhé   | 489,47          | 24.294         |
| Mường Phăng | 166,70          | 16.063         |
| Mường Pồn   | 258,76          | 10.401         |
| Mường Toong | 230,69          | 10.832         |
| Mường Tùng  | 278,93          | 9.450          |
| Nà Bủng     | 162,52          | 10.114         |
| Nà Hỳ       | 275,64          | 16.710         |
| Na Sang     | 360,15          | 19.598         |
| Na Son      | 230,71          | 15.331         |
| Nà Tấu      | 188,55          | 14.939         |

| Tên         | Diện tích (km²) | Dân số (người) |
| ----------- | --------------- | -------------- |
| Nậm Kè      | 224,70          | 8.977          |
| Nậm Nèn     | 175,00          | 7.496          |
| Núa Ngam    | 264,78          | 11.804         |
| Pa Ham      | 135,84          | 8.171          |
| Phình Giàng | 226,37          | 10.467         |
| Pu Nhi      | 181,22          | 9.990          |
| Pú Nhung    | 209,93          | 12.547         |
| Quài Tở     | 182,01          | 14.887         |
| Quảng Lâm   | 233,25          | 10.021         |
| Sam Mứn     | 156,12          | 8.183          |
| Sáng Nhè    | 186,87          | 19.208         |
| Si Pa Phìn  | 241,65          | 10.772         |

| Tên        | Diện tích (km²) | Dân số (người) |
| ---------- | --------------- | -------------- |
| Sín Chải   | 189,13          | 12.915         |
| Sín Thầu   | 516,42          | 6.058          |
| Sính Phình | 174,53          | 15.815         |
| Thanh An   | 57,23           | 20.686         |
| Thanh Nưa  | 176,97          | 29.397         |
| Thanh Yên  | 130,10          | 15.697         |
| Tìa Dình   | 166,76          | 7.292          |
| Tủa Chùa   | 108,33          | 17.817         |
| Tủa Thàng  | 150,92          | 8.944          |
| Tuần Giáo  | 108,49          | 24.303         |
| Xa Dung    | 215,50          | 15.722         |

## Lịch sử

### Thời thượng cổ
Vào thế kỷ thứ 6–7 ở vùng Vân Nam (Trung Quốc), quốc gia Nam Chiếu ra đời. Sau đó, những cuộc tranh chấp giữa Nam Chiếu và các tộc người khác thường xuyên diễn ra, khiến cho cả vùng Nam Trung Quốc và Bắc Đông Dương bất ổn định. Thời kỳ này đất Mường Thanh cũng trải qua nhiều biến động lớn.
Đến thế kỷ 9–10, người Lự ở Mường Thanh đã phát triển khá mạnh, và ảnh hưởng mạnh sang các khu vực: Sìn Hồ, Mường Lay, Tuần Giáo, v.v.. Đến thế kỷ 11–12, người Tày Đăm (Thái đen) theo từ Mường Ôm, Mường Ai tràn xuống chiếm Mường Lò (Nghĩa Lộ) và từ Mường Lò thời gian sau đó, những cư dân này theo thủ lĩnh của mình là Pú Lạng Chượng để tràn qua Than Uyên, Văn Bàn và cuối cùng làm chủ cả một vùng từ Mường Lò (Nghĩa Lộ) qua Mường La (Sơn La), tới Mường Thanh (Điện Biên).

### Thời Bắc thuộc
Vào thời kỳ Bắc thuộc, Điện Biên thuộc huyện Lâm Tây, quận Tân Hưng. Vào đời Lý, đất Điện Biên nằm trong hạt châu Lâm Tây; vào đời Trần, Điện Biên thuộc lộ Đà Giang, cuối thời Trần là trấn Thiên Hưng; thời Minh thuộc lại chia làm 2 châu Gia Hưng và Quy Hoá. Năm 1463, trấn Hưng Hóa được thành lập, bao gồm ba phủ: Quý Hóa, Gia Hưng, An Tây. Mặc dù vậy, các thủ lĩnh người Lự cơ bản vẫn làm chủ Mường Thanh. Từ 1466 về sau, Lê Thánh Tông đặt làm 12 thừa thừa tuyên, trong đó Hưng Hóa bao gồm 3 phủ, 4 huyện và 17 châu. Năm 1831, Minh Mạng đổi thành tỉnh Hưng Hóa, tỉnh lị đặt ở thị trấn Hưng Hoá, huyện Tam Nông (nay thuộc Phú Thọ).

### Thời Pháp thuộc

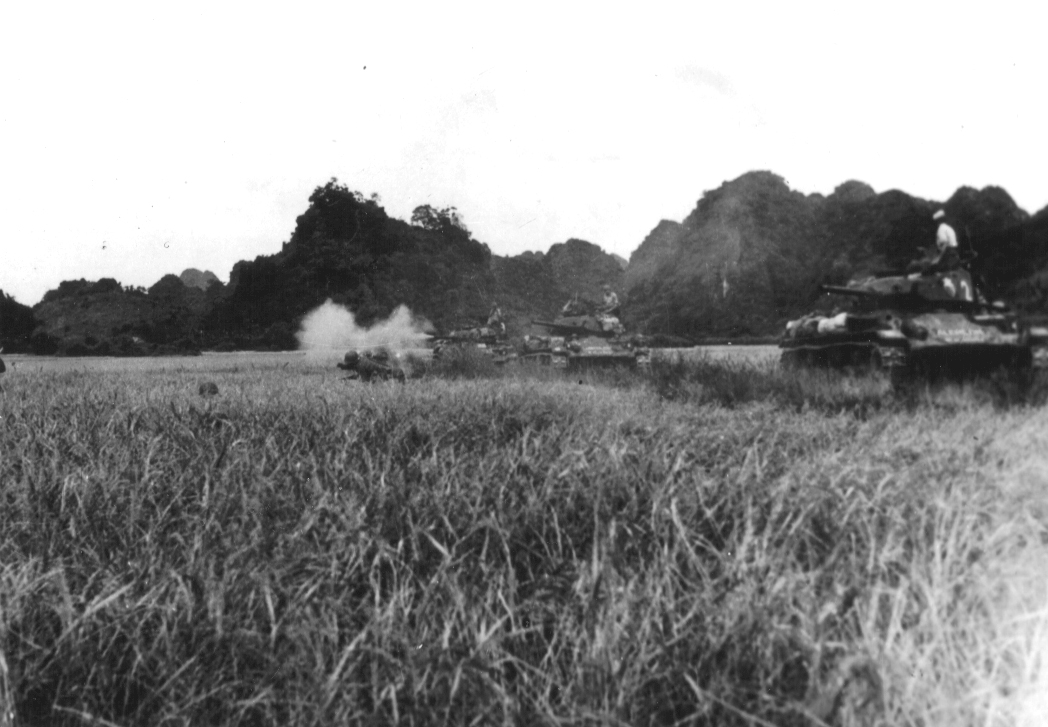
Xe tăng Pháp trong chiến dịch
Điện Biên Phủ

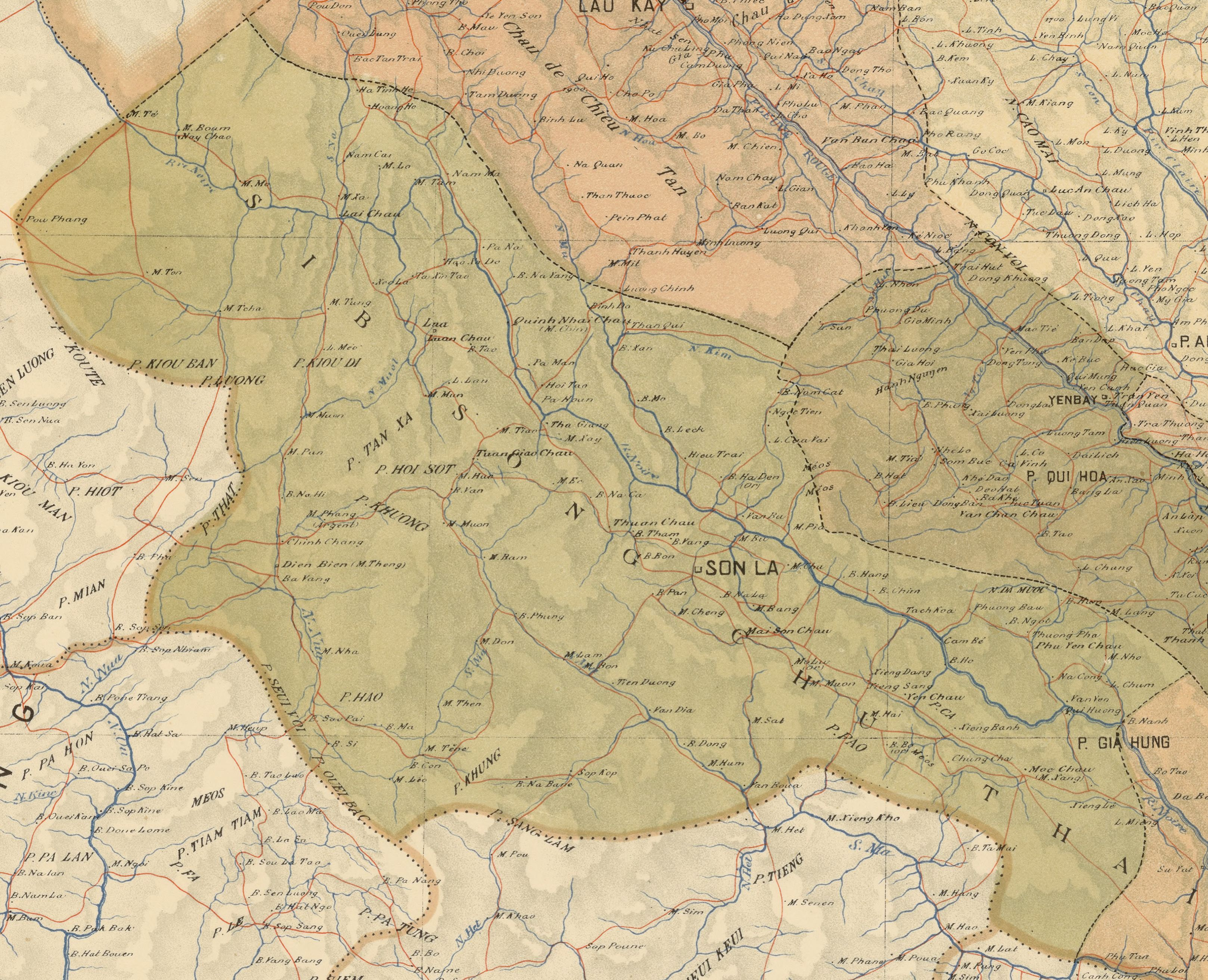
Bản đồ Sơn La năm 1891

Thời Pháp thuộc, Hưng Hóa được chia thành các tỉnh Hòa Bình, Sơn La, Lai Châu, Lào Cai, Yên Bái và tách một số huyện nhập vào Phú Thọ. Năm 1890, thực dân Pháp mới đặt được ách cai trị ở Lai Châu (bao gồm Điện Biên và Lai Châu ngày nay). Lai Châu trừ Phong Thổ thuộc Đạo quan binh thứ Tư, trực tiếp nằm trong khu quân sự Vạn Bú. Ngày 28 tháng 6 năm 1909, ngày Toàn quyền Đông Dương ra Nghị định thành lập tỉnh Lai Châu, nay là tỉnh Điện Biên và Lai Châu.
Dưới chế độ thuộc địa của thực dân Pháp, Phủ Điện Biên (nay là Điện Biên Phủ) trở thành trung tâm điều hành, hành chính phía của khu vực phía nam tỉnh Lai Châu. Năm 1954, thực dân Pháp thực hiện kế hoạch Navarre đã đổ quân xuống lòng chảo Điện Biên Phủ với ý đồ xây dựng căn cứ chiến lược quân sự, khống chế và thôn tính Đông Dương và phía Nam Trung Quốc, phía bắc Lào.

### Sau năm 1954
Ngày 7 tháng 5 năm 1954, Điện Biên đã làm nên chiến thắng lịch sử Điện Biên Phủ – được coi là "lừng lẫy năm châu, chấn động địa cầu", chấm dứt 80 năm nô lệ dưới ách thực dân phong kiến. Để tăng cường đoàn kết giữa các dân tộc và tạo điều kiện cho các dân tộc ở Tây Bắc tiến bộ mau chóng về mọi mặt, trung ương đã quyết định lập khu vực tự trị của các dân tộc ở Tây Bắc, gọi là Khu tự trị Thái - Mèo theo Nghị quyết của Quốc hội vào ngày 29 tháng 4 năm 1955. Trước đó, theo Sắc lệnh số 143-SL ngày 28 tháng 1 năm 1953 của Chủ tịch nước, Khu Tây Bắc được thiết lập gồm các tỉnh Lào Cai, Yên Bái, Sơn La và Lai Châu, tách khỏi Liên khu Việt Bắc.
Ngày 27 tháng 9 năm 1962, kỳ họp thứ 5 Quốc hội khóa II đã quyết định thành lập lại 3 tỉnh Sơn La, Nghĩa Lộ và Lai Châu. Tỉnh Lai Châu lúc đó gồm 7 huyện: Điện Biên, Tuần Giáo, Tủa Chùa, Mường Tè, Mường Lay, Sìn Hồ, Phong Thổ và thị trấn Lai Châu.
Từ năm 1962 đến năm 1994, thị trấn Lai Châu sau này là thị xã Lai Châu là thị xã tỉnh lỵ của tỉnh Lai Châu.

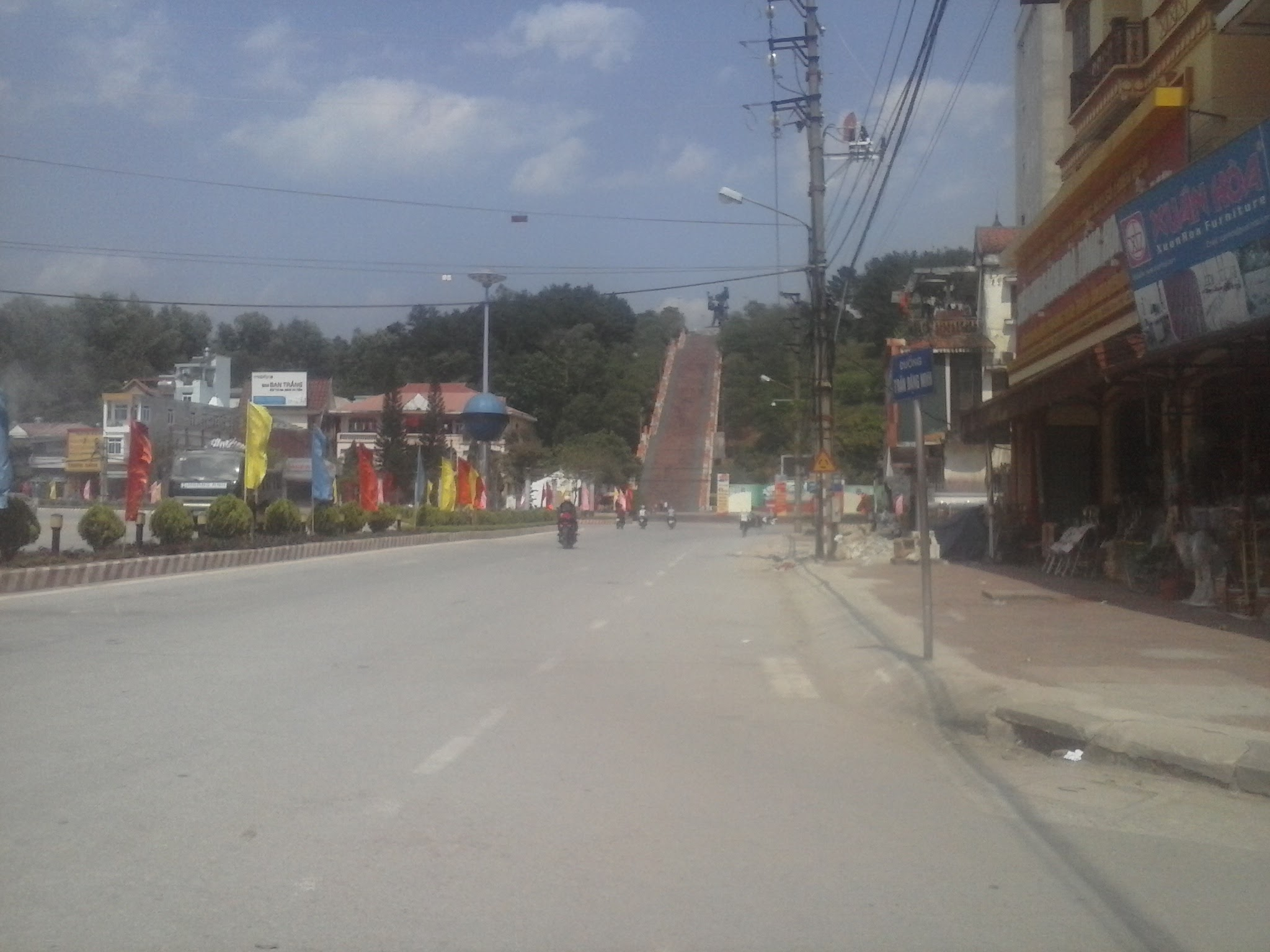
Đường phố Điện Biên Phủ

Ngày 18 tháng 4 năm 1992, theo quyết định số 130/HĐBT của Hội đồng Bộ trưởng, thành lập thị xã Điện Biên Phủ và di chuyển tỉnh lỵ tỉnh Lai Châu về thị xã Điện Biên Phủ.
Ngày 14 tháng 1 năm 2002, thành lập huyện Mường Nhé trên cơ sở một phần diện tích và dân số của các huyện Mường Tè và Mường Lay.
Ngày 26 tháng 9 năm 2003, thành lập thành phố Điện Biên Phủ trên cơ sở toàn bộ diện tích tự nhiên và dân số của thị xã Điện Biên Phủ.
Ngày 26 tháng 11 năm 2003, Quốc hội ra nghị quyết chia tỉnh Lai Châu thành hai tỉnh Lai Châu và Điện Biên. Tỉnh Điện Biên chính thức được thành lập vào ngày 1 tháng 1 năm 2004.
Ngày 2 tháng 3 năm 2005, đổi tên thị xã Lai Châu thành thị xã Mường Lay, đổi tên huyện Mường Lay thành huyện Mường Chà.
Ngày 14 tháng 11 năm 2006, thành lập huyện Mường Ảng trên cơ sở điều chỉnh một phần diện tích tự nhiên và dân số của huyện Tuần Giáo.
Ngày 25 tháng 8 năm 2012, thành lập huyện Nậm Pồ trên cơ sở điều chỉnh một phần diện tích tự nhiên và dân số của các huyện Mường Nhé và Mường Chà.
Tỉnh Điện Biên có 1 thành phố, 1 thị xã và 8 huyện như hiện nay.

## Kinh tế
Kinh tế Điện Biên thuộc nhóm trung bình. Điện Biên là một trong những tỉnh gặp khó khăn, do địa hình đồi núi chia cắt nên nông nghiệp không phải là thế mạnh của Điện Biên. Hiện nay tỉnh đang chú trọng vào công nghiệp và du lịch. Trong bảng xếp hạng về Chỉ số năng lực cạnh tranh cấp tỉnh của Việt Nam năm 2020, tỉnh Điện Biên xếp ở vị trí thứ 46 trên 63 tỉnh thành. Năm 2018, Điện Biên xếp thứ 60 về tổng sản phẩm trên địa bàn (GRDP) với 15.750 tỉ đồng (0,684 tỉ USD), xếp thứ 61 về GRDP bình quân đầu người với 27,31 triệu đồng (1.186 USD), đứng thứ 49 về tốc độ tăng trưởng GRDP với 7,15%.
Dự ước tổng sản phẩm trên địa bàn tỉnh GRDP theo giá so sánh năm 2016 đạt 9223,2 tỷ đồng. Trong đó: khu vực nông – lâm nghiệp và thủy sản tăng 3,56%; công nghiệp – xây dựng tăng 6,07%; dịch vụ tăng 8,64%. Cơ cấu kinh tế tiếp tục chuyển dịch theo hướng xác định, trong đó: khu vực nông – lâm nghiệp và thủy sản chiếm 23,77%, giảm 1,08%; công nghiệp – xây dựng chiếm 25,29%, tăng 0,03%; dịch vụ chiếm 48,48%, tăng 1,04% so với năm 2015. Thu nhập bình quân đầu người ước đạt 22,31 triệu đồng/người/năm, tăng 7,87% so với năm 2015.

### Nông nghiệp

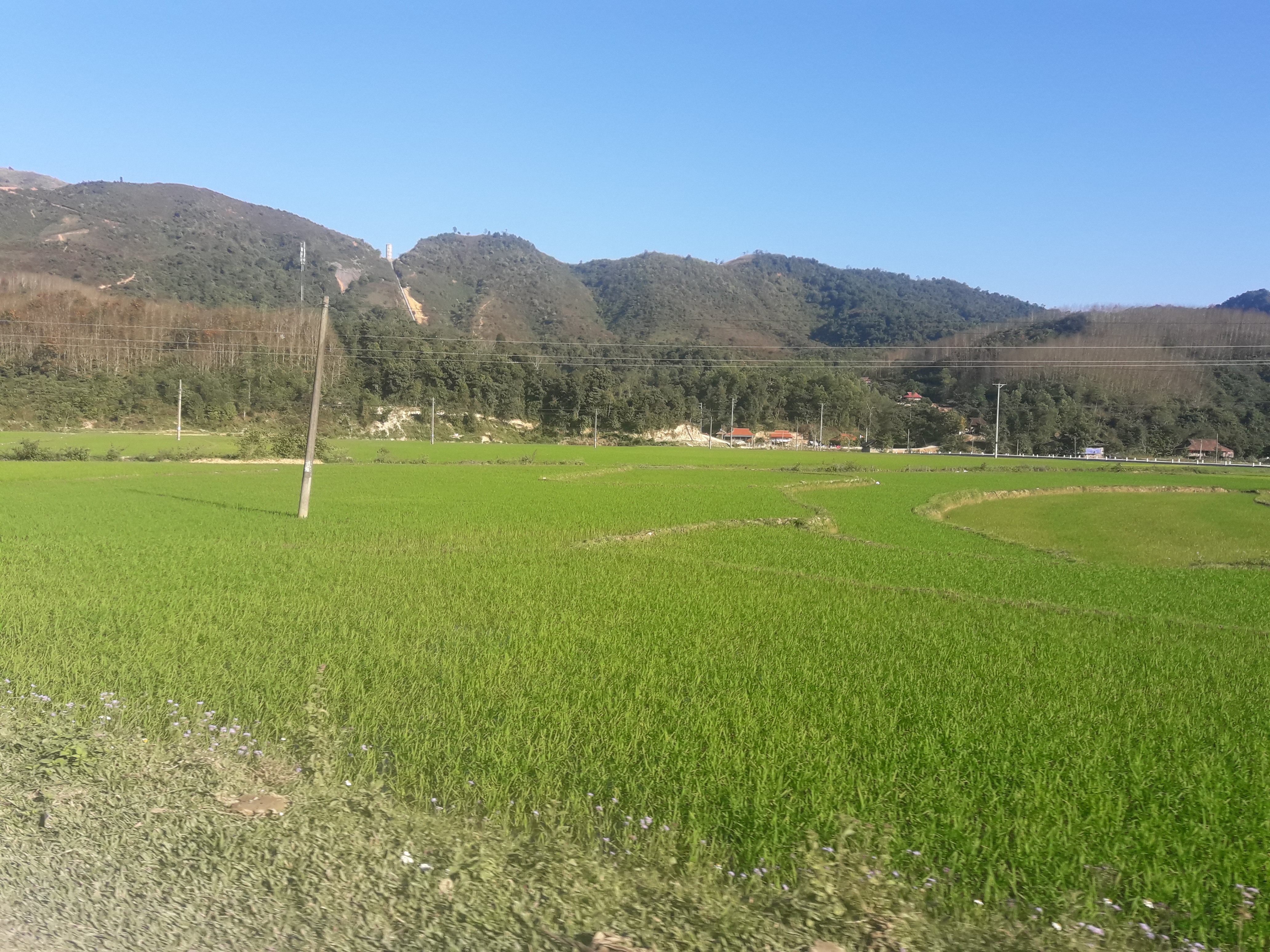
Cánh đồng ở Điện Biên

Ảnh hưởng của khí hậu nhiệt đới gió mùa chính là điều kiện thuận lợi để nông nghiệp ở Điện Biên phát triển. Tuy nhiên, các vụ rét đậm, rét hại vào mùa đông lại cản trở sự phát triển của cây trồng và vật nuôi. Điện Biên có 9 trang trại: 5 trang trại trồng trọt, 2 trang trại chăn nuôi, 1 trang trại nuôi trồng thủy sản và 1 trang trại khác. Tổng sản lượng lương thực của tỉnh Điện Biên ước đạt 253622 tấn; tổng số gia súc toàn tỉnh ước đạt 550600 con.
Diện tích gieo cấy lúa năm 2016 đạt 500,98 km², tăng 1,32%; năng suất bình quân đạt 35 tạ/ha, giảm 0,4 tạ/ha; sản lượng ước đạt 175119 tấn, tăng 0,17% so với năm 2015. Diện tích gieo trồng ngô ước đạt 29.977 ha, tăng 0,8%; năng suất bình quân ước đạt 26,19 tạ/ha; sản lượng đạt 78503,44 tấn, tăng 3,03% so với năm 2015.
Theo kết quả điều tra chăn nuôi trong tỉnh ước tính đến hết năm 2016: tổng số trâu có 129640 con, tăng 2,9%; tổng số bò có 53564 con, tăng 5,72%; tổng số lợn có 374350 con, tăng 5,28% so với năm 2015.

### Công nghiệp
Một số sản phẩm chủ yếu của ngành công nghiệp ở Điện Biên tăng cao so với cùng kỳ năm 2015 như: điện, gạch xây, đá xây dựng, xi măng, trang in offset; một số sản phẩm chủ yếu ngành công nghiệp đạt thấp như: than sạch, gạch xây dựng.
Giá trị sản xuất công nghiệp năm 2016 ước đạt 2235,22 tỷ đồng, tăng 9,1% so với năm 2015. Trong đó: công nghiệp khai thác đạt 107,97 tỷ đồng, tăng 1,38%; công nghiệp chế biến đạt 1798,94 tỷ đồng, tăng 5,32%; sản xuất, phân phối điện đạt 286,79 tỷ đồng, tăng 46,26%; cung cấp nước và xử lý rác thải đạt 41,52 tỷ đồng, tăng 8,99% so với năm 2015.

## Xã hội

### Dân cư
Dân số trung bình tỉnh Điện Biên năm 2022 sơ bộ 635.921 người, tăng 1,73% so với năm 2021 (10.832 người); trong đó: dân số thành thị 96.668 người, chiếm 15,20%; dân số nông thôn 539.253 người, chiếm 84,80%; dân số nam 322.959 người, chiếm 50,79%; dân số nữ 312.962 người, chiếm 49,21%.
Tính đến năm 2021, dân số của tỉnh Điện Biên là 625.100 người với mật độ dân số là 66 người/km². Trong đó, dân số nam là 317.400 người và dân số nữ là 307.700 người; dân số thành thị đạt 95 nghìn người và dân số nông thôn đạt 530.100 người. Tỷ lệ tăng tự nhiên dân số của Điện Biên từ năm 2009 đến năm 2019 là 2 ‰. Năm 2019, Điện Biên có 134.273 hộ gia đình với 24.646 hộ ở thành thị và 109.627 hộ ở nông thôn. Tỷ lệ đô thị hóa tính đến năm 2022 đạt 30%.
Theo cuộc điều tra dân số năm 2019, tỉnh Điện Biên có 42 dân tộc sinh sống bao gồm: Thái, Mông, Kinh, Dao, Khơ Mú, Hà Nhì, Giáy, La Hủ, Lự, Hoa, Kháng, Mảng, Tày, Nùng, Mường,... Trong đó, dân tộc Mông là dân tộc có dân số đông nhất với 228.279 người, chiếm 38,1% dân số toàn tỉnh. Dân tộc Thái xếp thứ hai với 213.714 người, chiếm 35,6% dân số toàn tỉnh. Dân tộc Kinh có dân số đông thứ ba với 104.061 người, chiếm 17,3% dân số tỉnh.(tr74 – 76)

### Y tế
Các hoạt động y tế, chương trình mục tiêu Y tế được duy trì và triển khai có hiệu quả theo kế hoạch, chất lượng công tác khám chữa bệnh tại các cơ sở y tế của tỉnh Điện Biên từng bước được nâng lên. Tình hình dịch bệnh ổn định, không có dịch bệnh lớn xảy ra. Ước cả năm tổng số lượt khám bệnh ước đạt trên 1.000.000 lượt người, tổng số bệnh nhân điều trị nội trú 103.800 lượt và trên 6500 bệnh nhân điều trị ngoại trú, Công suất sử dụng giường bệnh đạt 112%. Tuy nhiên, vì Điện Biên là tỉnh miền núi, 90% dân số là đồng bào các dân tộc ít người, sinh sống chủ yếu ở các bản vùng cao nên điều kiện khám, chữa bệnh vẫn còn nhiều hạn chế về chăm sóc sức khỏe và phòng chống dịch bệnh.

### Giáo dục
Toàn tỉnh Điện Biên có tổng cộng 517 trường học; trong đó có 333 trường phổ thông, bao gồm: 176 trường tiểu học, 124 trường trung học cơ sở, 21 trường trung học phổ thông, 1 trường phổ thông cơ sở và 1 trường trung học. Chất lượng giáo dục từng bước được nâng lên. Phương pháp dạy học tiếp tục được đổi mới theo hướng tích cực hóa, phát huy khả năng sáng tạo, hứng thú học tập, tạo điều kiện để mọi học sinh bộc lộ khả năng và năng lực của bản thân. Tỷ lệ giáo viên và cán bộ quản lý giáo dục, đào tạo có trình độ đạt chuẩn và trên chuẩn tăng nhanh. Tuy nhiên, hoạt động giáo dục ở Điện Biên vẫn còn rất nhiều khó khăn gồm có cơ sở vật chất thiếu thốn hay đường đến trường gặp trở ngại.
Tỉ lệ dân số biết chữ ở Điện Biên là 73,1%; số nam biết chữ nhiều hơn số nữ và ở thành thị nhiều hơn nông thôn.

### Tôn giáo và tín ngưỡng
Theo số liệu năm 2019 của Tổng cục Thống kê, toàn tỉnh có 5 tôn giáo khác nhau với 60.668 người, nhiều nhất là đạo Tin Lành có 57.920 người, tiếp theo là Công giáo có 2.672 người, Phật giáo có 73 người. Còn lại các tôn giáo khác như đạo Cao Đài có hai người và 1 người theo Bửu Sơn Kỳ Hương. Tính đến năm 2019, Điện Biên là một trong những địa phương có số dân theo đạo Công giáo thưa nhất miền Bắc Việt Nam với 2.672 tín hữu, chiếm 0,4% dân số toàn tỉnh và cũng là địa phương có số dân theo đạo Tin Lành đông nhất miền Bắc Việt Nam với hơn 50.000 tín hữu. Số dân còn lại đa số thì không theo tôn giáo nào cả.

## Du lịch

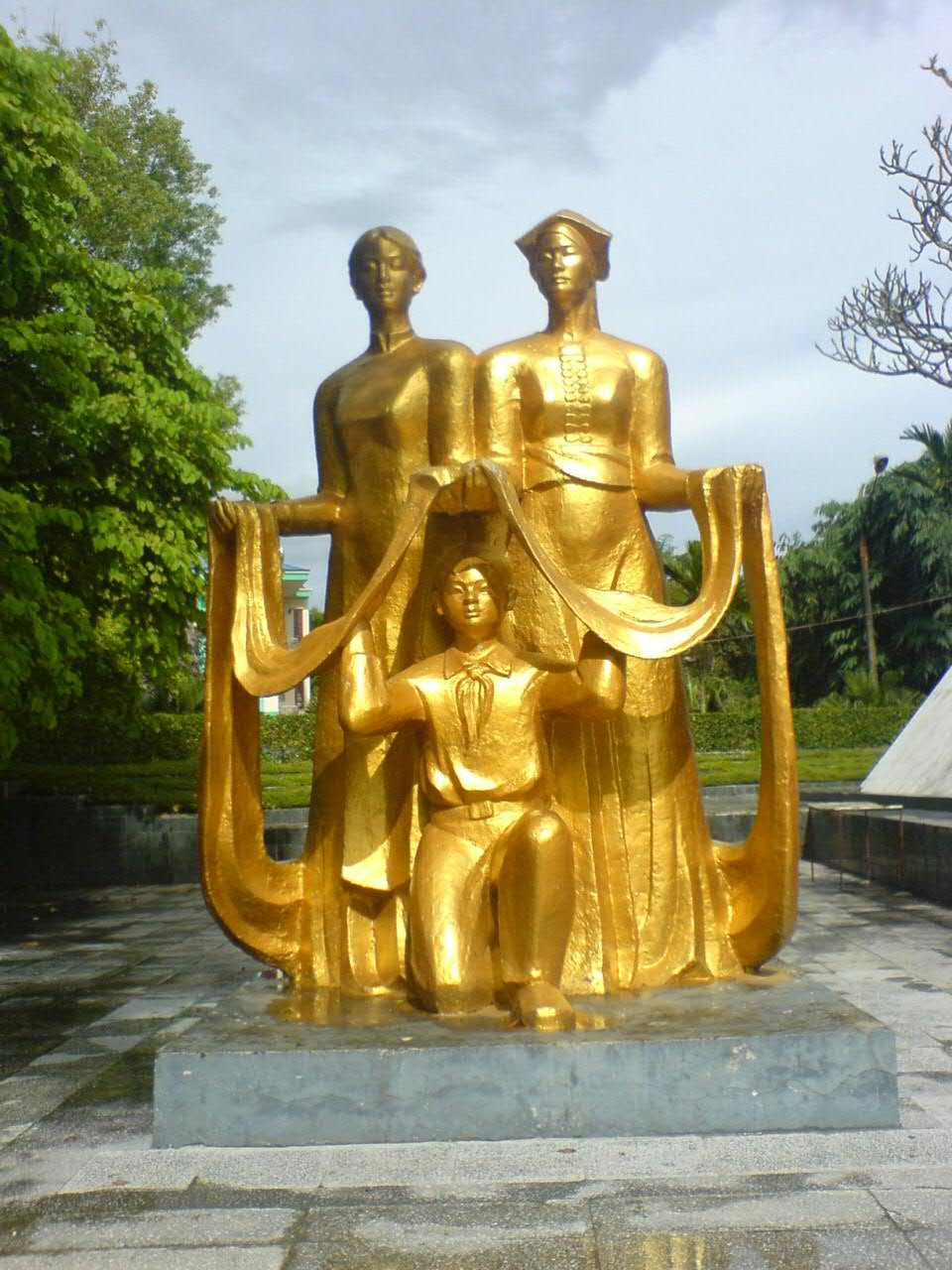
Tượng đài tại nghĩa trang liệt sĩ
ở Thành phố Điện Biên Phủ
(người phụ nữ Kinh bên trái
bên phải là người phụ nữ Thái)

Điện Biên là tỉnh giàu tiềm năng du lịch, đặc biệt là về lĩnh vực văn hóa – lịch sử. Nổi bật nhất là hệ thống di tích lịch sử gắn liền với chiến dịch Điện Biên Phủ gồm: Sở chỉ huy chiến dịch Điện Biên Phủ (Mường Phăng); các cứ điểm Him Lam, Bản Kéo, Độc Lập; các đồi A1, C1, E1 và khu trung tâm tập đoàn cứ điểm của Pháp (hầm Đờ-cát Tơ-ri). Một điểm đến thu hút khách du lịch khác là thành Bản Phủ – đền thờ Hoàng Công Chất.
Bên cạnh đó, tỉnh cũng có các công trình kỷ niệm chiến thắng Điện Biên Phủ. Tượng đài chiến thắng Điện Biên Phủ được khánh thành vào ngày 30 tháng 4 năm 2004 tại đồi D1 nhân dịp kỷ niệm 50 năm chiến thắng Điện Biên Phủ. Bảo tàng chiến thắng Điện Biên Phủ được khánh thành vào ngày 5 tháng 5 năm 2014 tại thành phố Điện Biên Phủ, là công trình trọng điểm chào mừng kỷ niệm 60 năm chiến thắng Điện Biên Phủ.
Ngoài ra, Điện Biên còn có rất nhiều các hang động, nguồn nước khoáng và hồ nước tạo thành nguồn tài nguyên du lịch thiên nhiên phong phú, như: Rừng nguyên sinh Mường Nhé; các hang động tại Pa Thơm (huyện Điện Biên), Thẩm Púa (Tuần Giáo); các suối khoáng nóng Hua Pe, U Va; các hồ Pá Khoang, Pe Luông...
Theo số liệu của Sở Văn hóa – Thể thao – Du lịch tỉnh Điện Biên, lượng khách du lịch đến Điện Biên 6 tháng đầu năm 2018 ước đạt 490 nghìn lượt, tăng hơn một nửa so với cùng kỳ 2017. Trong đó, khách quốc tế đạt 94 nghìn lượt, tăng 72% so với cùng kỳ năm trước. Tổng thu từ hoạt động du lịch ước đạt 643,7 tỷ đồng, tăng gần một nửa so với cùng kỳ năm trước.

## Văn hóa

### Ẩm thực
Điện Biên có nền ẩm thực ít nhiều chịu ảnh hưởng của ẩm thực vùng Tây Bắc. Ngoài các món ăn phổ biến như phở, bánh cuốn, bún chả,...; Điện Biên cũng có không ít các món ăn đặc sản phong phú và đa dạng.
Gạo Điện Biên gồm hai loại cơ bản là IR64 (gạo tám Điện Biên) và Bắc thơm số 7 (gạo tám thơm Điện Biên) với hàng chục nghìn tấn gạo được sản xuất mỗi năm trên cánh đồng Mường Thanh. Gạo được chế biến và đóng gói tại tỉnh Điện Biên. Gạo tám Điện Biên có hạt nhỏ, căng bóng, màu đục; cơm dẻo như cơm nếp, thơm thoang thoảng, khi nhai có vị đậm. Cơm lam, vốn là món ăn để mang đi nương hay đi rừng, được nấu bằng ống tre, với nguyên liệu thường là gạo nếp nương. Một biến thể khác của món này là món cơm lam ngũ sắc, có năm màu sắc khác nhau. Sâu chít cũng là một sản vật phổ biến ở đây, thường dùng để ăn, nấu cháo hoặc ngâm rượu, được tiêu thụ mạnh ở vùng xuôi. Các loại gia vị đặc trưng ở đây gồm hạt mắc khén, chẳm chéo và hạt dổi. Tỉnh còn có nhiều món ăn đặc sản khác như: thịt trâu gác bếp, vịt om hoa chuối, khẩu xén, nậm pịa, xôi chim, pa pỉnh tộp,...

#### Danh sách ẩm thực ở Điện Biên
Pa tỉnh tộp, gà nướng mắc khén, rượu mông pê Tủa Chùa, táo mèo Pha Đin, bánh chưng đen Huổi Só, lạp xưởng hun khói, ngô nếp tím Điện Biên, canh bon, long nhãn Pom Lót, mận Phiêng Ban, xôi nếp nương, chè tuyết Sín Chải, bắp cải cuốn nhót xanh, gà đen Tủa Chùa, dưa mèo, bún khô Thanh An, rau thối, lợn đen mười bốn vú Mường Lay, sâu chít - rượu sâu chít, hạt dổi, mắc khén, chẳm chéo, khẩu xén Mường Lay, khoai sọ Tủa Chùa, thịt lợn hấp lá chuối, gạo tám thơm Điện Biên, măng riềng, hoa đu đủ đực, bánh đa Hoàng Công Chất, gà mọ, khoai sọ Tủa Chùa, gạo lứt đỏ, nộm hoa ban, cá ngần sông Đà, cơm lam, bánh chưng nếp nương, xôi chim Mường Thanh, gỏi cá, vịt om hoa chuối, côn trùng rang, vịt bầu cổ ngắn Tủa Chùa, bí xanh Tìa Dình, nếp cẩm, bánh dày Mông, xôi sắn, mật ong, thịt trâu gác bếp, dứa Mường Chà, rêu đá, măng, nậm pịa, đương quy Tủa Chùa, tiết canh lá bơ mó Mường Luân, rau sắn, lợn cắp nách Tủa Chùa, nếp tan Na Son.

### Lễ hội

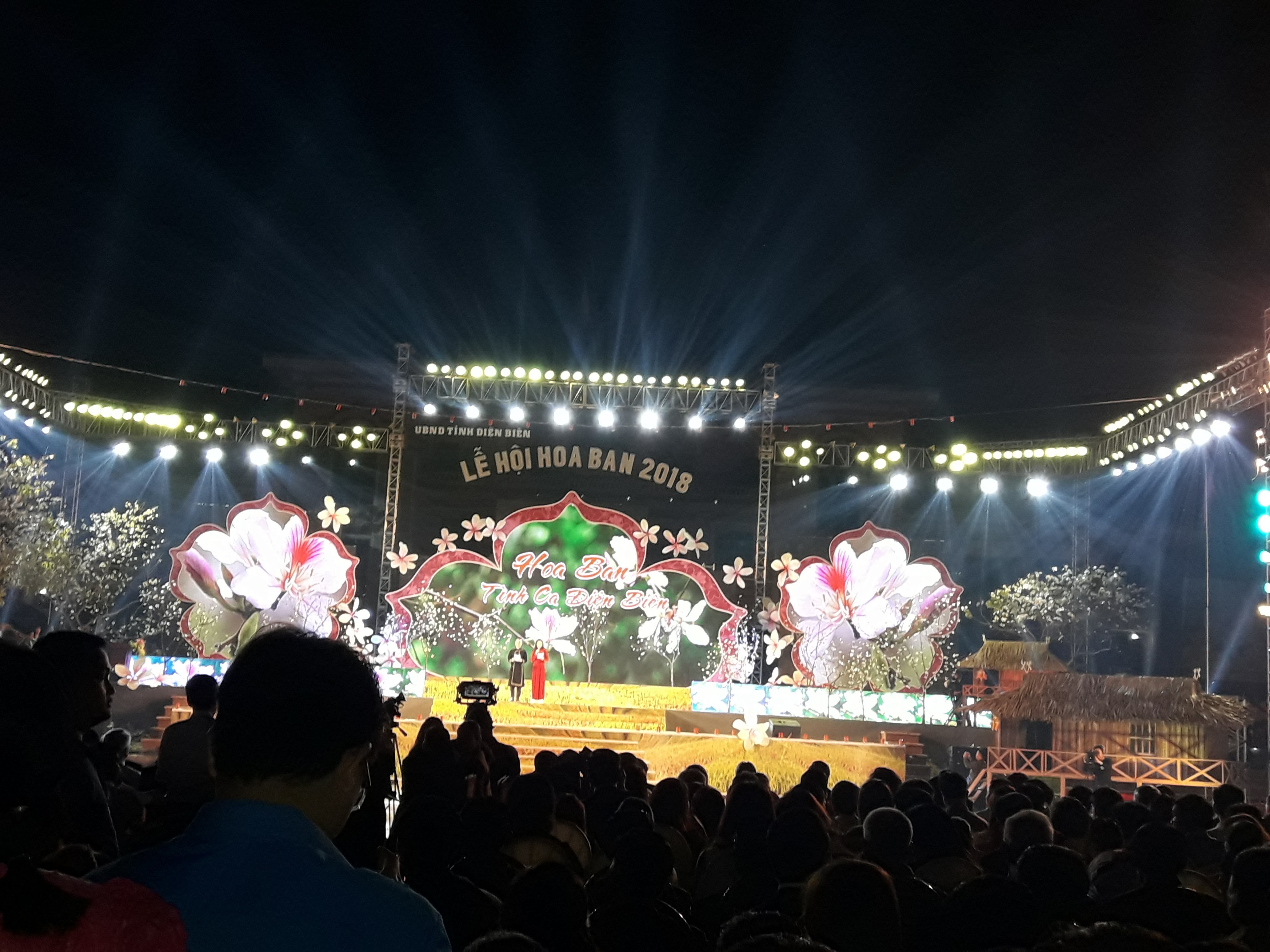
Ảnh chụp lễ khai mạc lễ hội hoa ban ở Điện Biên năm 2018.

Ở Điện Biên có nhiều lễ hội, nổi bật nhất là lễ hội hoa ban và lễ hội thành Bản Phủ. Lễ hội hoa ban Điện Biên thường diễn ra vào giữa tháng 3 hàng năm nhằm giới thiệu, bảo tồn, phát huy các loại hình di sản văn hoá dân tộc ở Điện Biên. Lễ khai mạc thường được tổ chức ở quảng trường 7 – 5, với kết thúc là một màn biểu diễn pháo hoa nổ tầm thấp, được Đài Tiếng nói Việt Nam phát thanh; Đài Truyền hình Việt Nam và Đài Phát thanh – Truyền hình Điện Biên truyền hình trực tiếp. Các chương trình, hoạt động của lễ hội gồm có: cuộc thi Người đẹp hoa ban, diễu hành đường phố Đêm hội hoa ban, chương trình nghệ thuật Về miền hoa ban, thưởng thức ẩm thực Hương sắc Điện Biên, các cuộc thi đấu thể thao và trò chơi dân gian, các triển lãm tranh, trình diễn trang phục dân tộc, thăm quần thể di tích chiến trường Điện Biên Phủ...
Lễ hội thành Bản Phủ được tổ chức vào ngày 24 đến ngày 25 tháng 2 âm lịch ở thành Bản Phủ để tưởng nhớ thủ lĩnh tướng quân Hoàng Công Chất trong công cuộc giải phóng Mường Then – Điện Biên khỏi sự chiếm đóng của giặc Phẻ.
Một số ngày hội được Điện Biên đăng cai trong những năm qua gồm có Ngày hội Văn hóa, thể thao và Du lịch vùng biên giới Việt Nam – Lào, Ngày hội Văn hóa Dân tộc Thái và Năm du lịch Quốc gia 2004. Cuộc đua xe đạp do Báo Quân đội nhân dân tổ chức vào các năm 2014 và 2019 có hành trình xuất phát từ Hà Nội về Điện Biên Phủ. Vào dịp kỉ niệm chiến thắng Điện Biên Phủ, thành phố này có thể bắn pháo hoa tầm thấp với thời lượng tối đa là 15 phút.
Ngoài ra, Điện Biên còn có nhiều lễ hội, nghi lễ, tập tục của các nhiều đồng bào dân tộc như lễ hội Hạn Khuống của người Thái, Tết cơm mới của người La Hủ, lễ hội mừng măng mọc hay Tết Hoa của dân tộc Cống.

### Nghệ thuật
Xoè vòng là điệu múa khá phổ biến trong các hoạt động văn hóa tại tỉnh Điện Biên. Được thể hiện tài tình, khéo léo từ các đôi nam nữ, múa xoè không chỉ là sự kết tinh từ văn hóa cũng như niềm tin vào một cuộc ấm no, mùa màng tốt tươi; mà còn có ý nghĩa gắn kết tình cảm, sự tin tưởng, hay thể hiện biểu cảm, cảm xúc qua từng điệu múa. Xoè vòng là điệu múa xoè phổ biến nhất và được tham gia đông đảo hơn cả do tính đơn giản của nó; và thường được chọn làm tiết mục kết trong các chương trình văn nghệ. Các lớp tập huấn và truyền dạy nghệ thuật xòe Thái  đã được tổ chức ở Điện Biên để bảo tồn và phát huy nghệ thuật này.

## Giao thông
Mạng lưới giao thông đường bộ gồm:

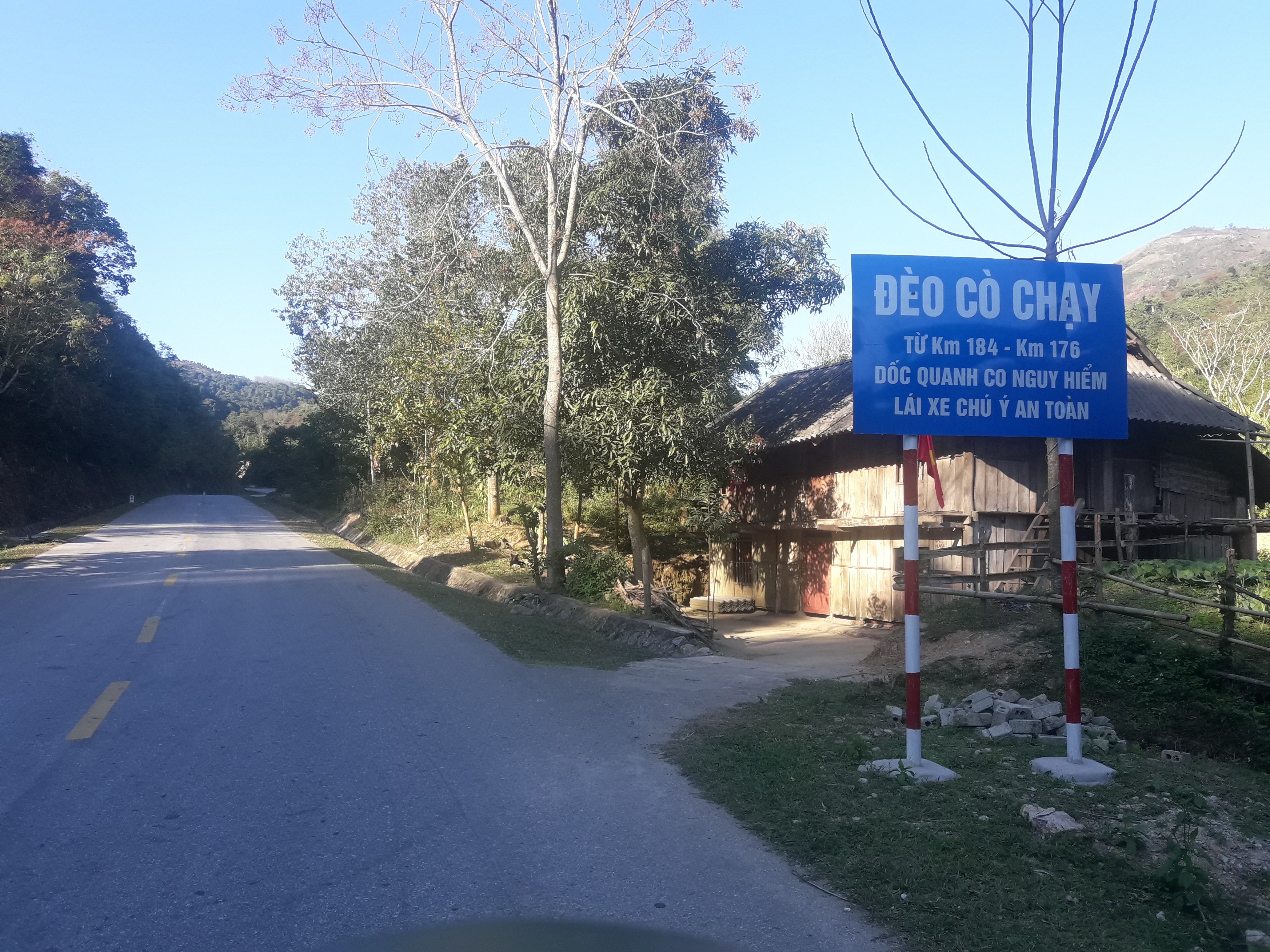
Đèo Cò Chạy

- Quốc lộ 12: Từ thành phố Điện Biên Phủ đến cửa khẩu Ma Lù Thàng (Lai Châu), dài 195 km
- Quốc lộ 279: Nối Tuần Giáo qua thành phố Điện Biên Phủ đến cửa khẩu Tây Trang, dài 117 km
- Từ thành phố Điện Biên Phủ tới Hà Nội (474 km) theo quốc lộ 279 và rẽ sang quốc lộ 6

Đường hàng không gồm có sân bay Điện Biên Phủ tại thành phố Điện Biên Phủ phục vụ đường bay thường xuyên giữa Hà Nội – Điện Biên Phủ và Điện Biên – Hồ Chí Minh.
Tính từ ngày 16 tháng 12 năm 2016 đến ngày 15 tháng 9 năm 2017, toàn tỉnh xảy ra 33 vụ tai nạn giao thông, làm chết 21 người, bị thương 31 người.

## Hình ảnh

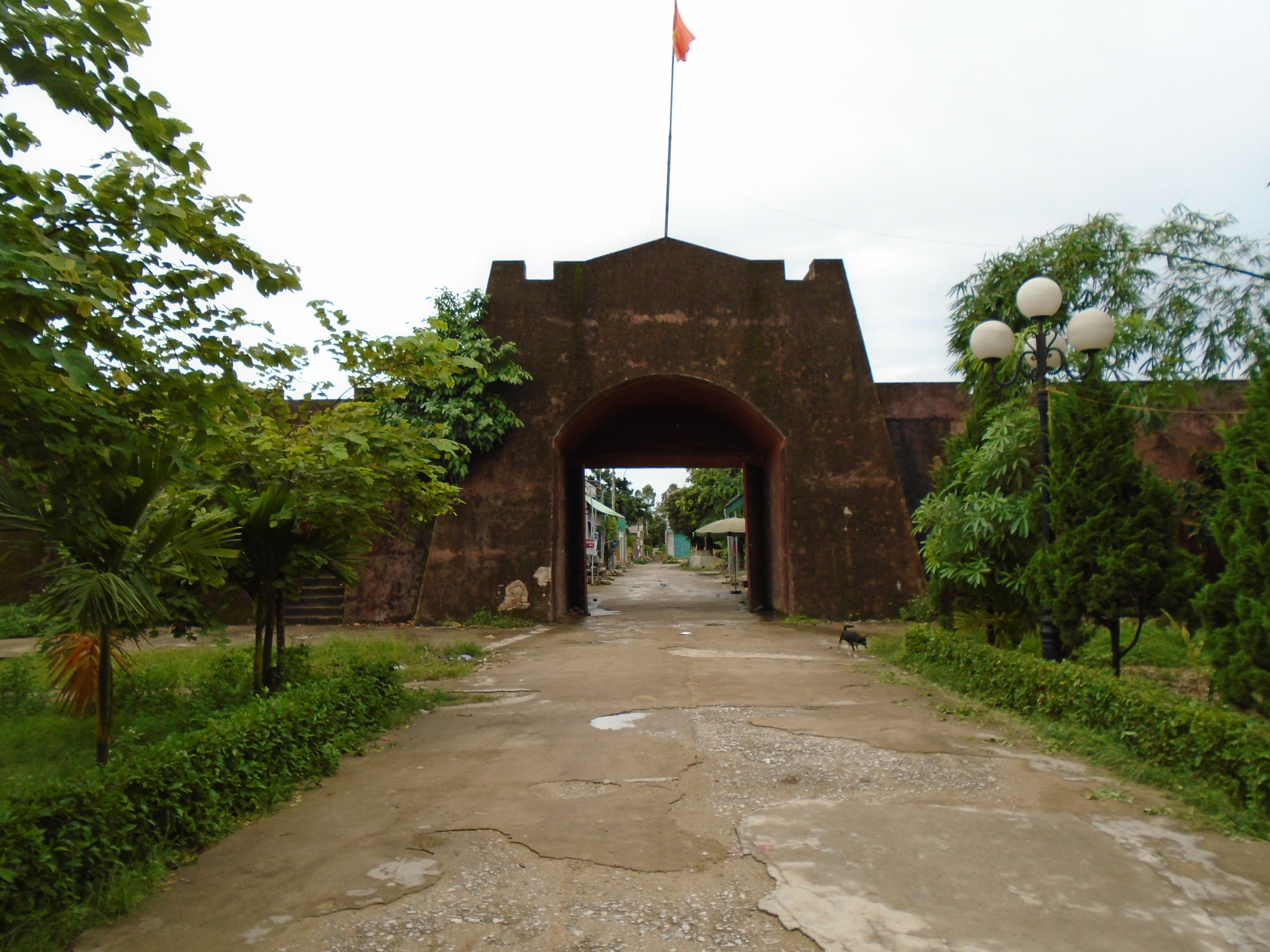
Di tích thành Bản Phủ ở xã Noong Hẹt, huyện Điện Biên
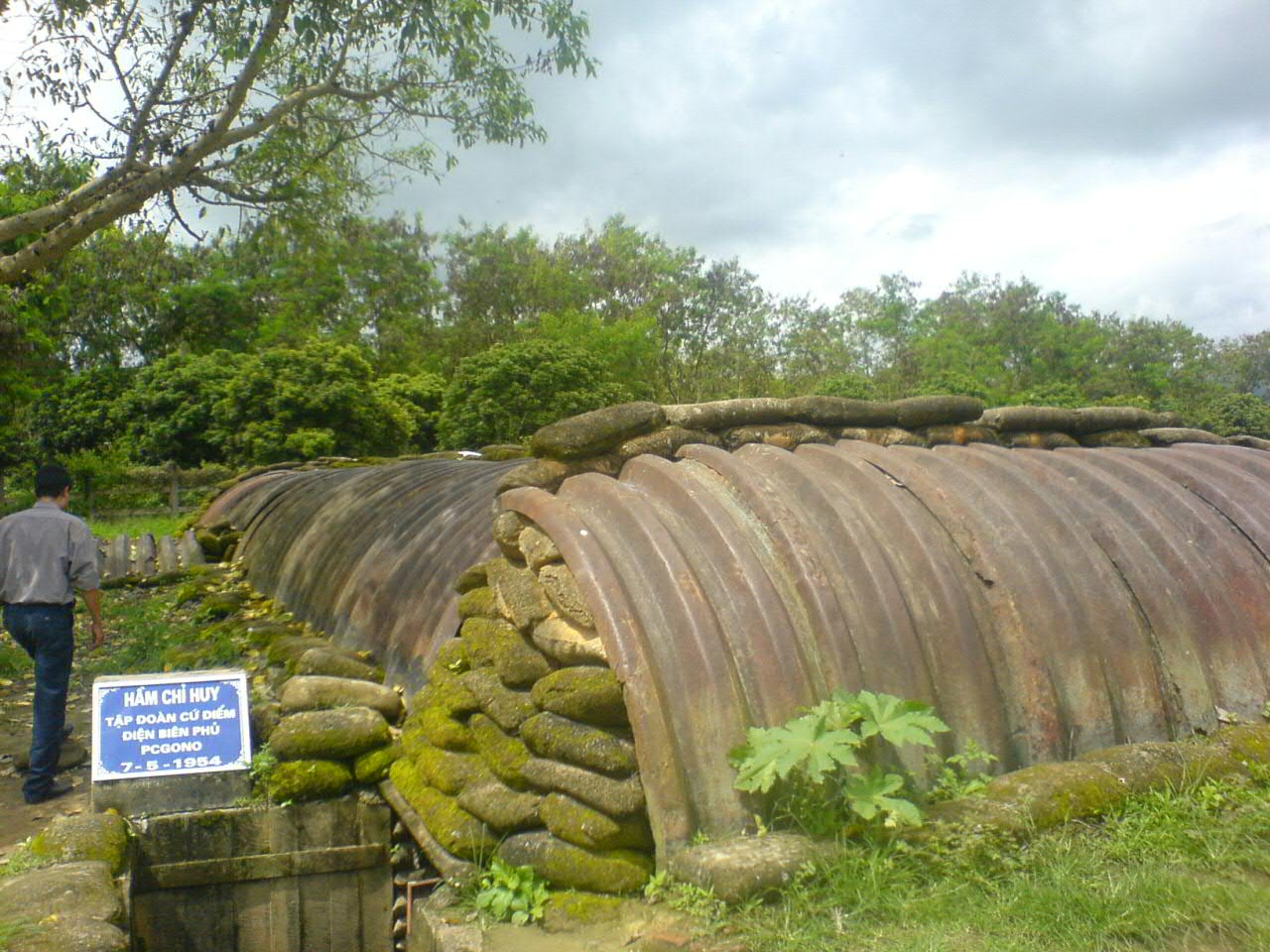
Di tích hầm chỉ huy cứ điểm của quân Pháp ở Tp. Điện Biên Phủ
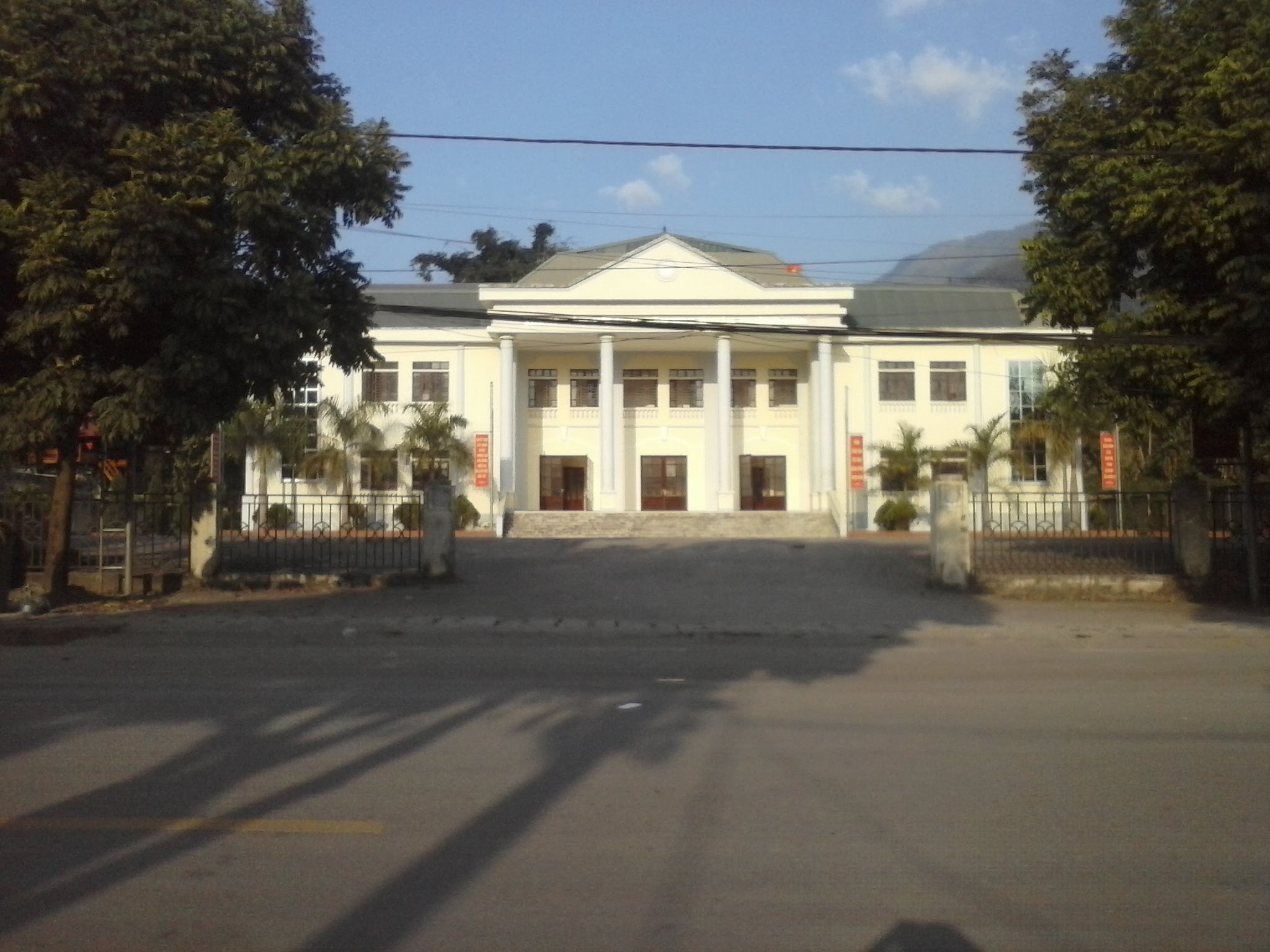
Nhà Văn hóa ở Huyện Mường Chà
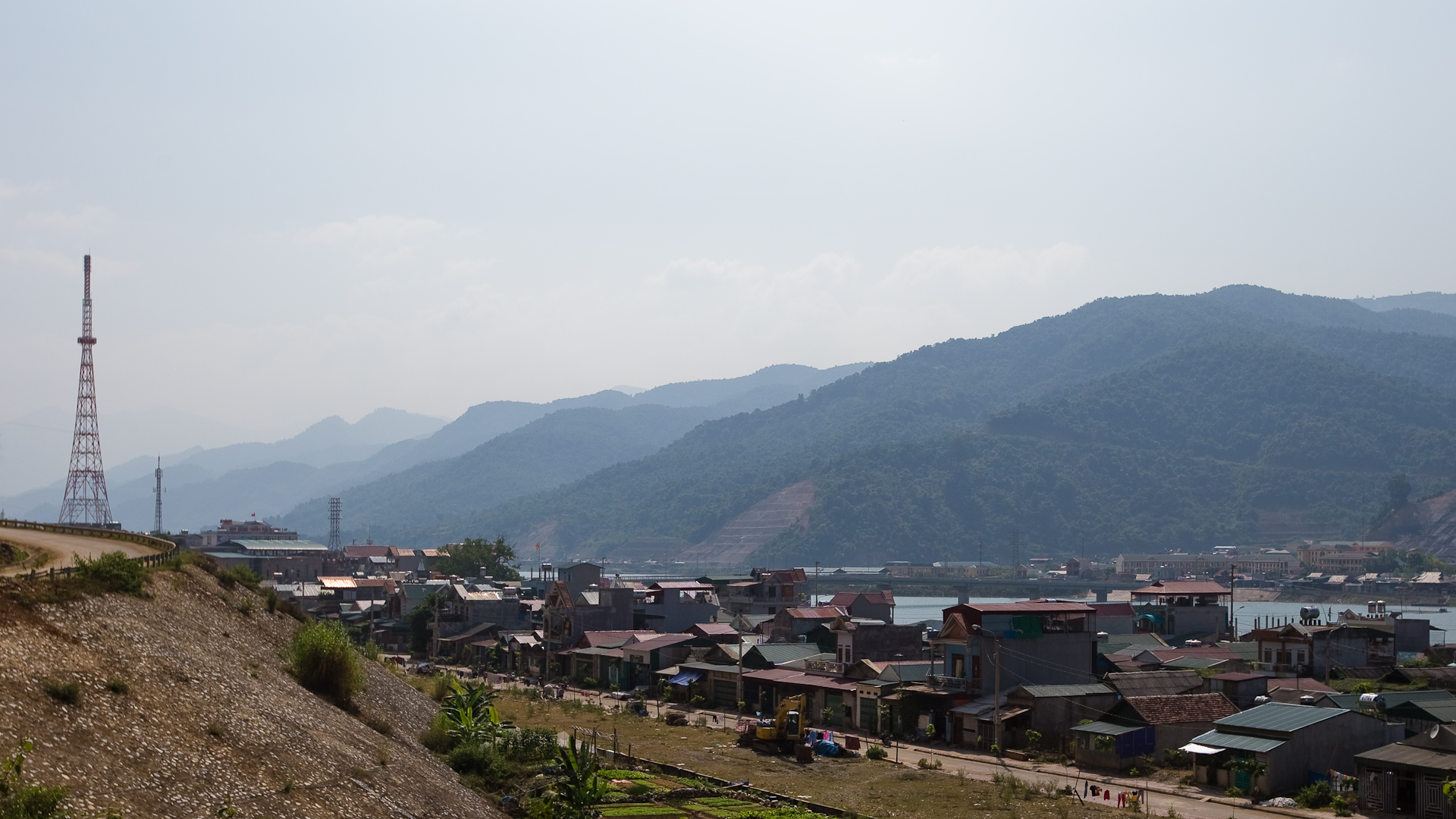
Thị xã Mường Lay bên sông Đà Giang
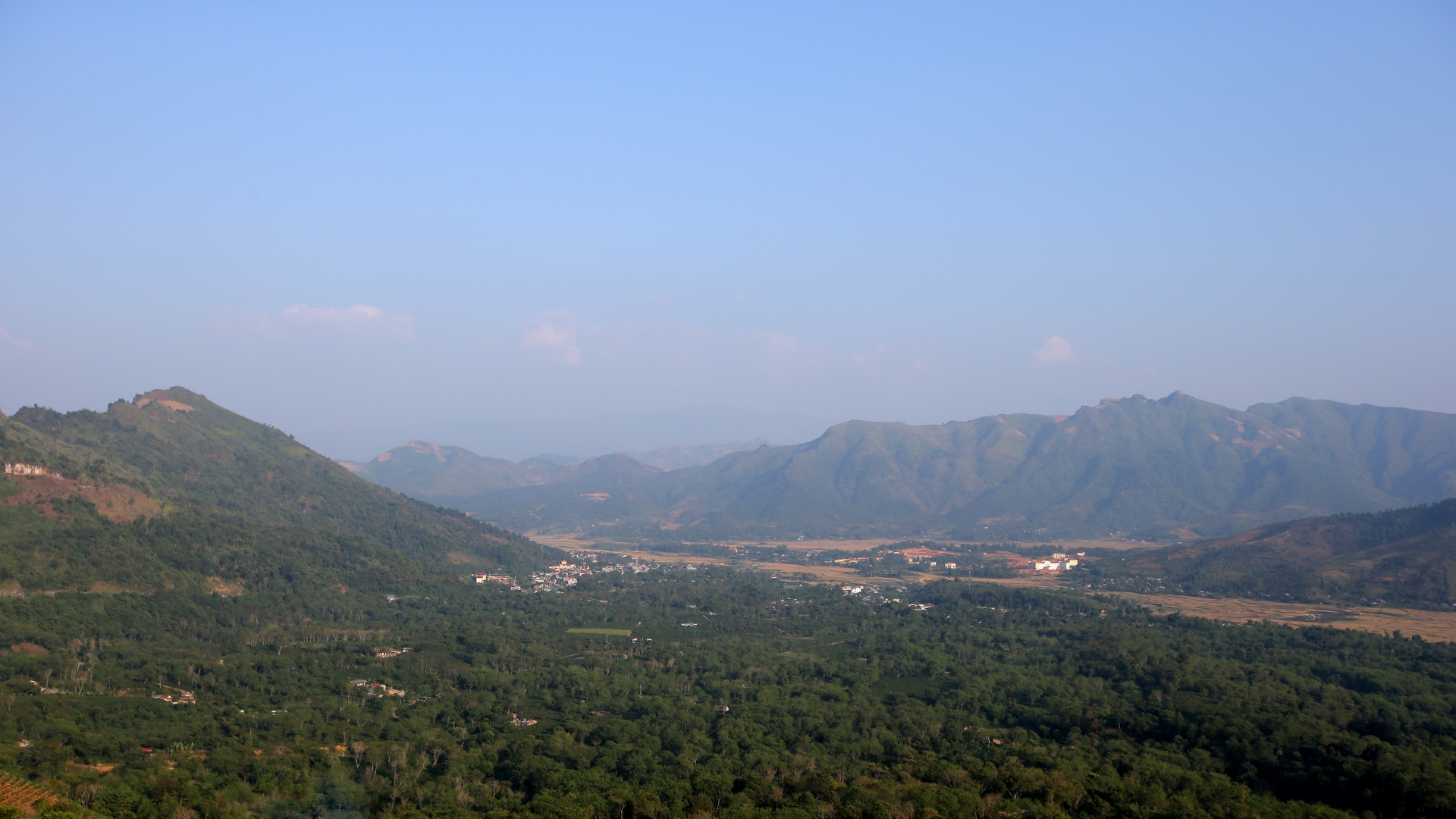
Thị trấn Mường Ảng nhìn từ xa
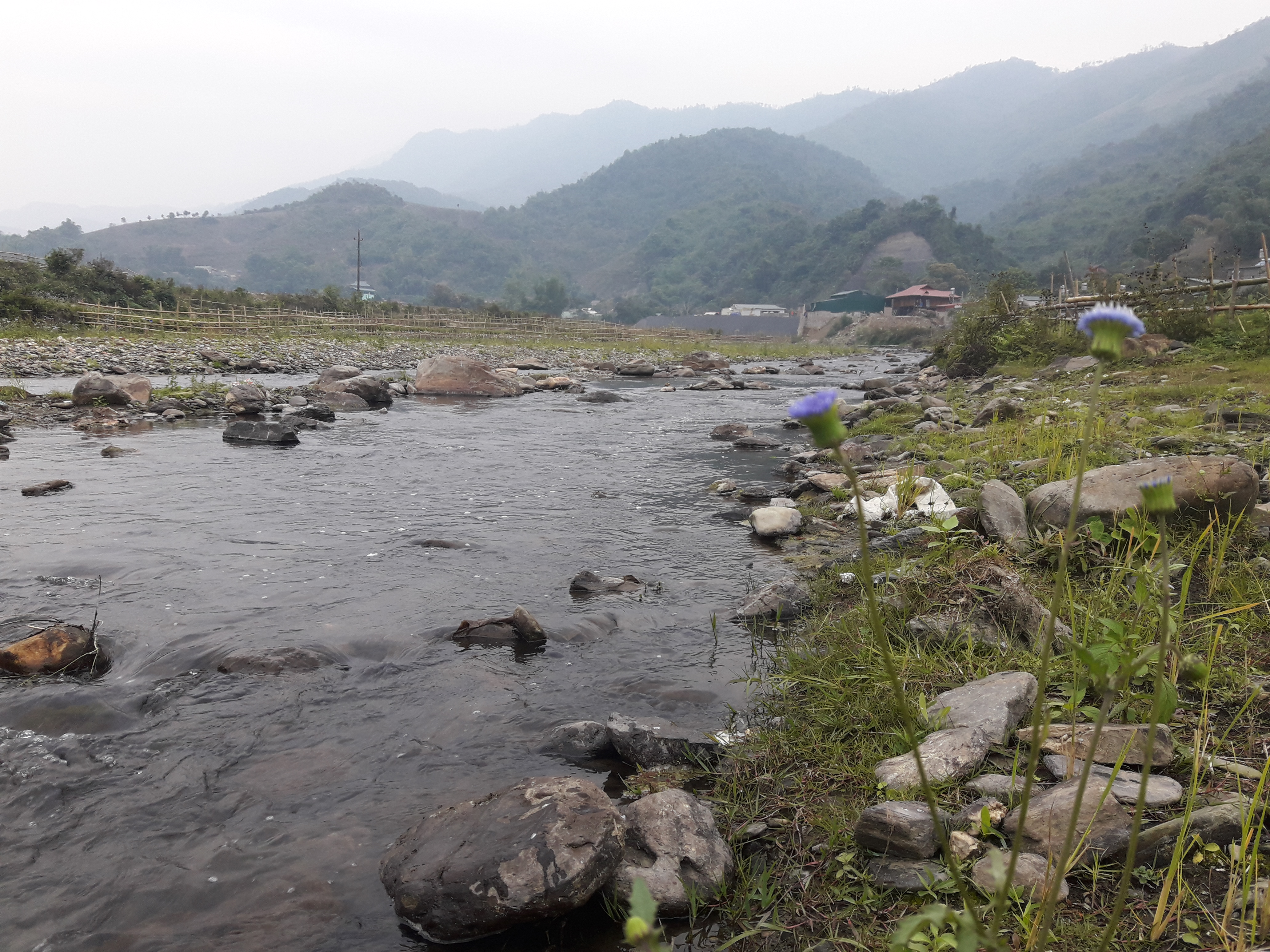
Suối ở Mường Chà

## Kết nghĩa
- Việt Nam: Thủ đô Hà Nội, Thành phố Hồ Chí Minh, thành phố Hải Phòng; tỉnh Hải Dương, thành phố Cần Thơ, tỉnh Thừa Thiên - Huế
- Lào: Thủ đô Viêng Chăn, tỉnh Oudomxay, tỉnh Luông Pha Băng, tỉnh Phôngsali;
- Trung Quốc: Tỉnh Vân Nam; thủ đô Bắc Kinh
- Pháp: Thủ đô Paris;
- Hàn Quốc: Thủ đô Seoul; thành phố Busan
- Nhật Bản: Thủ đô Tokyo.
- Campuchia: Thủ đô Phnom Penh, tỉnh Siêm Riệp, Kampong Thom, Kampong Cham, Svay Rieng, Kandal
- Thái Lan: Thủ đô Bangkok, Thành phố Nakhon Ratchasima, tỉnh Chiang Mai
- Hoa Kỳ: Thủ đô Washington D.C, Thành phố New York, Tiểu bang Texas, Tiểu bang California, các vùng Caribe, Hawaii, Alaska
- Canada: Thủ đô Tonroto